# Forza Motorsport 7
Forza Motorsport 7 és un videojoc de curses desenvolupat per Turn 10 Studios i publicat per Microsoft Game Studios, essent el desè lliurament de la sèrie Forza. Va ser publicat per Windows 10 i Xbox One el 3 d'octubre de 2017.

## Joc
Forza Motorsport 7 disposa de més de 700 cotxes i 32 circuits disponibles en més de 200 variants (tots els que s'oferien a l'edició anterior Forza Motorsport 6 més un circuit fictici a Dubai i vàries pistes que no apareixien des de Forza Motorsport 4 com Maple Valley Raceway, Mugello Cirtuit i Suzuka Circuit. S'ofereixen dues noves funcionalitats com són el temps meteorològic dinàmic al llarg de la durada de la cursa (disponible ja anteriorment al títols Forza Horizon) i la personalització del pilot mitjançant un gran nombre d'aparences de tot tipus.